# Rue de Sélys
La rue de Sélys est une artère du centre de la ville de Liège (Belgique) située à proximité de la place de Bronckart.

## Odonymie
La rue rend hommage à Michel-Laurent de Sélys Longchamps (10 février 1759, Liège - 25 avril 1837, Liège), maire de Liège (1800-1802), député du département de l'Ourthe et membre du Congrès national de Belgique. Cette rue percée lors de la dernière décennie du XIXe siècle est la plus récente du quartier.

## Description
Cette rue plate et rectiligne mesure environ 160 m et compte une quarantaine d'immeubles. Elle relie la rue Fabry à la rue du Plan Incliné. Elle applique un sens unique de circulation automobile dans le sens Plan Incliné-Fabry.

## Architecture
La rue compte, du côté impair, quelques immeubles de styles éclectique et Art nouveau réalisés au début du XXe siècle :
- la maison Piot située au no 17 a été réalisée par Victor Rogister en 1904 ; elle est une des constructions les plus représentatives du style Art nouveau à Liège[1].
- les immeubles des nos 25 et 27, aussi de style Art nouveau, ont été édifiés en 1909 respectivement par les architectes A. Micha et Arthur Snyers [2].

## Voies adjacentes
- Rue Fabry
- Rue du Plan Incliné
- Rue Hemricourt

### Source et bibliographie
- Yannik Delairesse et Michel Elsdorf, Le nouveau livre des rues de Liège, Liège, Noir Dessin Production, 2008, 512 p. (ISBN 978-2-87351-143-2 et 2-87351-143-5, présentation en ligne), page 237